# Salara
Salara é uma comuna italiana da região do Vêneto, província de Rovigo, com cerca de 1.265 habitantes. Estende-se por uma área de 14 km², tendo uma densidade populacional de 90 hab/km². Faz fronteira com Bagnolo di Po, Calto, Ceneselli, Felonica (MN), Ficarolo, Trecenta.

## Demografia
| Variação demográfica do município entre 1861 e 2011                               |
|                                                                                   |
| Fonte: Istituto Nazionale di Statistica (ISTAT) - Elaboração gráfica da Wikipedia |